# Möngke Temür kán
Möngke Temür vagy Mengu-Timur (mongolul Мөнхтөмөр, ? – 1280) Batu kán unokája, az Arany Horda kánja.
Möngke Temür apja, Tokokán Batu kán fia volt, így Möngke Temür ükapja Dzsingisz mongol nagykán volt. Berke kán 1266-os halála után, mint Batu legidősebb fiúági leszármazottja, ő lépett az Arany Horda trónjára. Az ő idejéből származik a keleti ortodox egyház első katonaállítási mentességlevele. Az Arany Horda területén vert pénzeken az ő idejében már nem a nagykán, hanem Möngke Temür nevét tüntették fel.

## Külpolitikája, hadjáratok
Uralkodásának kezdetén igen feszült volt a helyzet a Mongol Birodalmon belül, Kubiláj nagykán csak nyílt háborúval tudta elfoglalni a trónt. Bár Möngkét Kubiláj nevezte ki, ő mégis hamarosan az ellenzékét, elsősorban a csagatáj Kajdut kezdte el támogatni. Bár nyíltan soha nem fordult a nagykán ellen, de ötvenezer harcost küldött Kajdu megsegítésére, mikor Kubiláj megpróbált leszámolni a csagatáj hadúrral.
A Dzsocsi-ulusz déli határain, Abaka ilhánnal is háborúban állt; a konfliktust még elődjétől, Berke kántól örökölte meg. A vita Azerbajdzsán és a kaukázusi Albánia hovatartozásáról folyt. Möngke Temür harmincezres sereget indított Azerbajdzsánba, de az új derbenti erődítések és az ellene felvonuló ilkán csapatok miatt visszavonult. 1269-ben a két fél követei Damaszkuszban találkoztak és később békét kötöttek.
Uralkodásának kezdetén vazallusa, Jaroszláv vlagyimiri nagyfejedelem segítségére sietett az Dán Észtországot birtokló dánokkal véres háborút vívó Novgorodnak. A Vlagyimir-beli mongol követ engedélyezte a vazallus oroszoknak, hogy hadjáratot indítsanak Észtországba, de a dánok, megrémülve az előkészületektől, harc nélkül átengedték a Narva folyó partvidékét Novgorodnak. Ezután az orosz fejedelemségek inkább egymás  között torzsalkodtak, és a mongolok hol egyik, hol másik oldalon avatkoztak be, zsákmányszerzésre használva ki az ellenségeskedést. Ekkor történt, hogy Roman rjazanyi fejedelmet a kán kivégeztette és fejét lándzsára tűzette, mert szidalmazta az iszlámot.
1269-ben a mongolok és orosz vazallusaik Bizánc ellen indítottak hadjáratot.
1275-ben a litvánok támadtak rá a halicsi fejedelemségre, a válaszcsapásban a mongol–orosz seregek nem értek el jelentős sikert, de a városok környékét feldúlták és zsákmánnyal tértek vissza. Ugyanebben az évben újabb, az adóztatást könnyítő népszámlálást tartottak az Arany Horda és vazallusai területén.
1277-ben a mongolok, orosz segédcsapatok segítségével az észak-kaukázusi oszétok földére indítottak sikeres hadjáratot. 
1279-ben, V. Boleszláv halála után mongol–orosz csapatok betörtek Lengyelország a területi széttagoltság korában|Lengyelországba és kifosztották Sandomierz és Lublin környékét és zsákmányukkal visszavonultak.

## Genovai kereskedelem
Möngke Temür engedélyezte a genovaiaknak, hogy korábbi kis kereskedőállomásukat nagymértékben kibővítsék. A genovaiak kiszorították velencei versenytársaikat és Kaffát és a Krim városait kiépítve gyakorlatilag monopolizálták az Európába menő rabszolga-, kaviár-, gabona- és halkereskedelmet.
Möngke Temür 1280-ban halt meg, mikor a felszúrták a torkában nőtt daganatot. A korabeli történetírók szerint tíz fia volt: Alguj, Buzluk, Szerájbuka, Togrul, Bulakán, Tudan, Tukta, Kadan, Kutukán és Abadzsi. Utóda a trónon öccse, Tode Möngke lett.